# Gandai
Gandai là một thị xã và là một nagar panchayat của quận Rajnandgaon thuộc bang Chhattisgarh, Ấn Độ.

## Địa lý
Gandai có vị trí 21°40′B 81°06′Đ / 21,67°B 81,1°Đ Nó có độ cao trung bình là 328 mét (1076 feet).

## Nhân khẩu
Theo điều tra dân số năm 2001 của Ấn Độ, Gandai có dân số 11.862 người. Phái nam chiếm 50% tổng số dân và phái nữ chiếm 50%. Gandai có tỷ lệ 58% biết đọc biết viết, thấp hơn tỷ lệ trung bình toàn quốc là 59,5%: tỷ lệ cho phái nam là 69%, và tỷ lệ cho phái nữ là 47%. Tại Gandai, 17% dân số nhỏ hơn 6 tuổi.